# Markersdorf (Saksonia)
Markersdorf – miejscowość i gmina w Niemczech, w kraju związkowym Saksonia, w okręgu administracyjnym Drezno, w powiecie Görlitz.

## Współpraca
Miejscowość partnerska:
- Erligheim, Badenia-Wirtembergia